# De speelgoeddief
De speelgoeddief is een single uit 2007 van Coole Piet, een personage uit de Jetix-serie De Club van Sinterklaas, vertolkt door Harold Verwoert.
Het liedje dat tevens de beginmelodie is van het gelijknamige inmiddels achtste televisieseizoen van de jaarlijks terugkerende televisieserie beschrijft de verhaallijn van de huidige reeks. Een verbitterde jongeman die als kind zijnde nooit sinterklaascadeautjes kreeg besluit om de cadeaus van de kinderen van vandaag de dag te stelen. Dit wordt in de videoclip weergegeven met beelden uit de televisieserie in flashback-stijl, zoals videoclips van Coole Piet gewend zijn. Idem dito voor een strakke montage- en filmstijl die bijna constant synchroon loopt met handigheidjes in de muziekcompositie, ondersteund door bewegingen van de herkenbare danspieten die gedurende de hele videoclip Coole Piet omlijsten.
De coupletten en het refrein worden overbrugd door het herkenbare termpje ooh-oh-wee-oh, ook aanwezig in het liedje De brieven van Jacob. Tijdens het tiende seizoen uit 2009 getiteld De jacht op het kasteel wordt de uitspraak veranderd naar 'ooh-oh-heejoo', hoogstwaarschijnlijk om het liedje een positiever karakter mee te geven. Zoals het refrein zegt: "gelukkig is de Club van Sinterklaas alle boeven steeds de baas".
De feel van 'ooh-oh-wee-oh' wordt tijdens De speelgoeddief versterkt door een zowel vrouwelijk als mannelijk koor. De melodie van De speelgoeddief bestaat uit een vrolijk dance-geluidje dat overschaduwd wordt door een duistere tekst. De brug heeft een ernstiger klinkend techno-karakter. De herkenbare achtergrondzangeres is ook bij dit nummer weer aanwezig, en kent volgens de hoes de naam 'Koorpiet Louisa'. In 2009 werd er een remix gearrangeerd en uitgebracht op het album Diego's Coolste Hits, met een rustiger karakter en ditmaal ingespeeld op de piano.

## Nummers
1. "De speelgoeddief"
2. "De speelgoeddief" karaoke